# Buoux
Ne doit pas être confondu avec Béoux.
Buoux [bɥuks] est une commune française située dans le département de Vaucluse, en région Provence-Alpes-Côte d'Azur.

## Géographie
Environ huit kilomètres au sud d'Apt (sous-préfecture). La principale route traversant le village est la D 113.
| - OpenStreetMap Limite communale |

Le territoire de la commune est situé au cœur du Luberon, massif qui culmine à 1 124 mètres d'altitude et constitue une barrière naturelle entre la vallée de la Durance et celle du Calavon. Il est « fendu » par la vallée de l'Aiguebrun, non loin de la combe de Lourmarin. Cette dernière, faille d'origine tectonique, relie Buoux à la combe de Bonnieux à l'ouest et à Lourmarin au sud.
Buoux se situe au carrefour de deux voies de passage millénaires qui allaient d'Aix-en-Provence à Apt jusqu'à ce que la route de la combe de Lourmarin obtienne son tracé actuel :
- la vallée de l'Aiguebrun, point de passage obligé pour qui empruntait jadis la combe de Lourmarin ;
- le chemin des Salyens (nom sans aucun doute hérité de la fédération de peuples gaulois qui dominait le pays d'Aix avant la conquête romaine) : ce chemin difficile mène de Vaugines, au sud, jusqu'au fort de Buoux au nord en reliant successivement le vallon de Vaunière (versant sud), la crête et le vallon de Serres (versant nord).

Enfin, Buoux est surtout célèbre pour ses falaises offrant de nombreuses voies d'escalade : celles-ci sont formées de molasse burdigalienne, datant du Miocène (-25 à -12 millions d'années) et ont servi de refuge à l'homme dès la Préhistoire.

### Communes limitrophes
| Gargas   | Apt       | Apt       |
| Bonnieux | Buoux     | Sivergues |
| Bonnieux | Lourmarin | Sivergues |

### Sismicité
Les cantons de Bonnieux, Apt, Cadenet, Cavaillon et Pertuis sont classés en zone Ib (risque faible). Tous les autres cantons du département de Vaucluse sont classés en zone Ia (risque très faible). Ce zonage correspond à une sismicité ne se traduisant qu'exceptionnellement par la destruction de bâtiments.

### Climat
Pour des articles plus généraux, voir Climat de Provence-Alpes-Côte d'Azur et Climat de Vaucluse.
En 2010, le climat de la commune est de type climat méditerranéen altéré, selon une étude du Centre national de la recherche scientifique s'appuyant sur une série de données couvrant la période 1971-2000. En 2020, Météo-France publie une typologie des climats de la France métropolitaine dans laquelle la commune est exposée à un climat méditerranéen et est dans la région climatique  Provence, Languedoc-Roussillon, caractérisée par une pluviométrie faible en été, un très bon ensoleillement (2 600 h/an), un été chaud (21,5 °C), un air très sec en été, sec en toutes saisons, des vents forts (fréquence de 40 à 50 % de vents > 5 m/s) et peu de brouillards. 
Pour la période 1971-2000, la température annuelle moyenne est de 12,1 °C, avec une amplitude thermique annuelle de 16,7 °C. Le cumul annuel moyen de précipitations est de 816 mm, avec 5,8 jours de précipitations en janvier et 3,1 jours en juillet. Pour la période 1991-2020, la température moyenne annuelle observée sur la station météorologique de Météo-France la plus proche, « Apt-Viton », sur la commune d'Apt à 5 km à vol d'oiseau, est de 13,9 °C et le cumul annuel moyen de précipitations est de 770,3 mm. 
La température maximale relevée sur cette station est de 43,6 °C, atteinte le 28 juin 2019 ; la température minimale est de −16,4 °C, atteinte le 7 janvier 1985,,. 
Les paramètres climatiques de la commune ont été estimés pour le milieu du siècle (2041-2070) selon différents scénarios d'émission de gaz à effet de serre à partir des nouvelles projections climatiques de référence DRIAS-2020. Ils sont consultables sur un site dédié publié par Météo-France en novembre 2022.

## Urbanisme

### Typologie
Au 1er janvier 2024, Buoux est catégorisée commune rurale à habitat très dispersé, selon la nouvelle grille communale de densité à sept niveaux définie par l'Insee en 2022.
Elle est située hors unité urbaine et hors attraction des villes,.

### Occupation des sols
L'occupation des sols de la commune, telle qu'elle ressort de la base de données européenne d’occupation biophysique des sols Corine Land Cover (CLC), est marquée par l'importance des forêts et milieux semi-naturels (74,9 % en 2018), une proportion sensiblement équivalente à celle de 1990 (74,6 %). La répartition détaillée en 2018 est la suivante : 
forêts (69,2 %), zones agricoles hétérogènes (21,4 %), milieux à végétation arbustive et/ou herbacée (5,7 %), terres arables (2 %), cultures permanentes (1,7 %). L'évolution de l’occupation des sols de la commune et de ses infrastructures peut être observée sur les différentes représentations cartographiques du territoire : la carte de Cassini (XVIIIe siècle), la carte d'état-major (1820-1866) et les cartes ou photos aériennes de l'IGN pour la période actuelle (1950 à aujourd'hui).

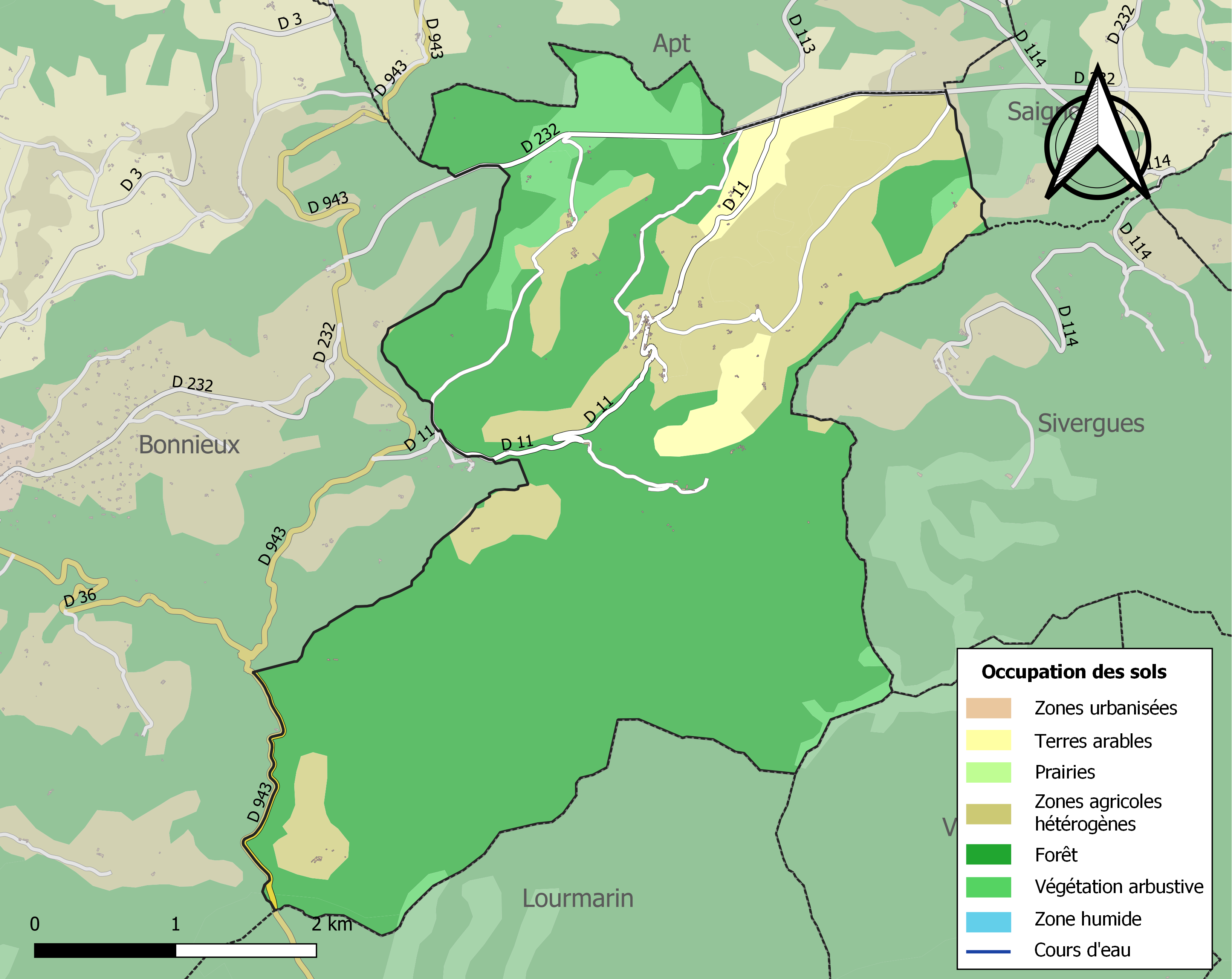
Carte des infrastructures et de l'occupation des sols de la commune en 2018 (CLC).

### Logement
(mars 2019).
Améliorez-le ou discutez des points à vérifier. 
En 2013, le nombre total de logements dans la commune était de 101.
Parmi ces logements, 55,6 % étaient des résidences principales, 37,9 % des résidences secondaires et 6,5 % des logements vacants.
La part des ménages propriétaires de leur résidence principale s’élevait à 55 %.

## Toponymie
Le nom s'écrit : de Biol (1043), de Biolis (1158), Buols (1274), Buoulx (XVIe s.). Il signifierait : « lieu situé sur une hauteur ».
La dénomination occitane de Buoux est Buòus.

## Histoire

### Préhistoire

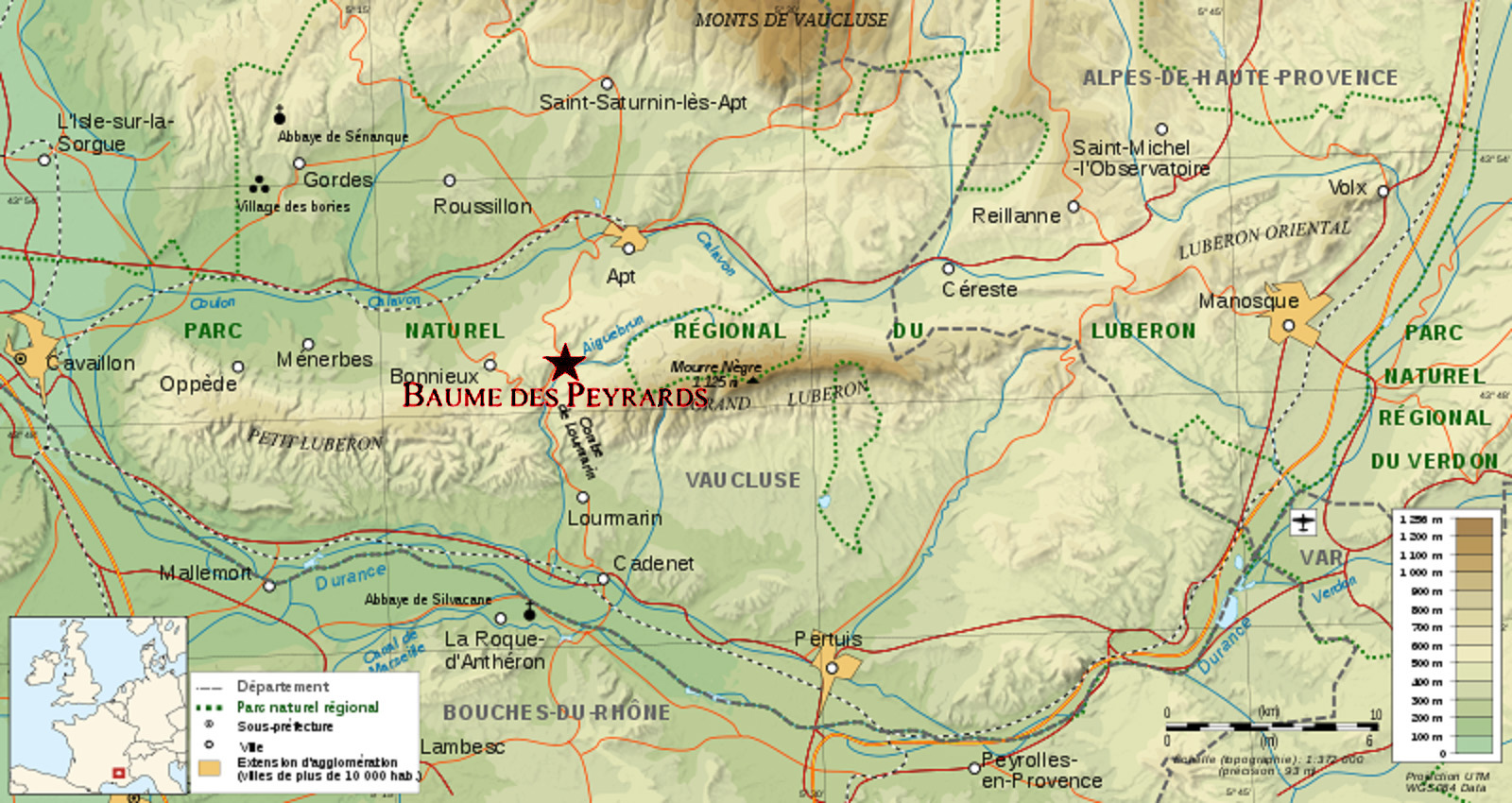
Baume des Peyrards à Buoux.

L'occupation du vallon de l'Aigue Brun et notamment de la commune de Buoux par l'homme remonte à −130 000 ans environ (Paléolithique moyen), comme l'ont révélé les fouilles de la baume des Peyrards. Ce vaste abri, long d'une quarantaine de mètres et profond en moyenne de quatre à cinq mètres, est creusé dans la molasse au pied d'une paroi légèrement surplombante. Son exposition au sud-est et sa situation au fond d'un vallon encaissé sur la rive droite de l'Aiguebrun en ont fait un refuge de choix pour les Néandertaliens, qui l'ont utilisé à plusieurs reprises comme halte de chasse puis comme habitat permanent, jusque vers −50 000 ans. Le site a livré des outils en silex (culture du Moustérien) et quelques restes humains néandertaliens.
C'est au plus tard au Néolithique que le peuplement s'organise non loin de ce lieu sur les hauteurs du fort de Buoux. L'existence de cet oppidum remonte probablement au moins à cette période.
Une sépulture datée du Bronze final a été mise au jour à côté de Buoux en 1987. La stèle gravée découverte in-situ révèle sur sa surface le dessin d'un bouclier, d'une épée et d'un casque.

### Antiquité
À l'époque gauloise, ce dernier a pu être un refuge des Albici. Sans doute au IXe siècle naît un premier village à Saint-Germain, sous le fort actuel. Il disparaît peut-être vers le milieu du Moyen Âge ou plus tardivement pour des raisons inconnues.

### Moyen Âge
Après 1125 et au XIIIe siècle, Buoux appartient aux Pontevès et est rattaché aux seigneurs d'Apt. Le castrum de La Roche d’Espeil y est créé dans un territoire vierge d’occupation humaine, au XIIe siècle.
Le fief de Buoux relevait du comté de Forcalquier au XIIe siècle. Lorsque ce comté perd son indépendance en 1209, à la mort de Guillaume II, un de ses neveux, Guillaume de Sabran tente de le relever. Après une lutte de dix ans, il passe un accord à Meyrargues le 29 juin 1220 avec Raimond Bérenger IV, comte de Provence et lui aussi héritier du comté de Forcalquier. Par cet accord, la moitié sud du comté, dont Buoux, lui est donnée. Guillaume de Sabran conserve sa moitié de comté jusqu'à sa mort, vers 1250.
Du XIIe au XVe siècle, l’abbaye Saint-André de Villeneuve-lès-Avignon y possède un prieuré (au lieu-dit la Vieille-Église).
Au XVe siècle, les Vaudois puis les Piémontais sont appelés par les seigneurs locaux pour repeupler et exploiter la région. Pour ces raisons, leur foi est tolérée, ce qui fait de Buoux et d'autres villages du Luberon une zone de refuge. Toutefois, avec l'édit de Mérindol (1540), François Ier ordonne leur persécution. Le fort de Buoux fut alors un lieu de résistance pour les Vaudois jusqu'à son démantèlement sous Louis XIV.

### Période moderne
Buoux fait partie de la quarantaine de localités, de part et d'autre du Luberon, dans lesquelles s'installent au moins 1 400 familles de vaudois des Alpes, soit environ 6 000 personnes, venues des diocèses alpins de Turin et d'Embrun entre 1460 et 1560, selon l'historien Gabriel Audisio.
La fortification du village est démolie conformément à la politique voulue par Louis XIV, en 1660.

### Héraldique
| Blason de Buoux | Les armes peuvent se blasonner ainsi : De gueules au pont à deux arches d'or, maçonné de sable, accompagné au premier franc canton d'une croix de Toulouse d'or. |

## Politique et administration

### Administration municipale
Le nombre d'habitants au dernier recensement étant compris entre 100 et 499, le nombre de membres du conseil municipal est de 11.

### Liste des maires
| Période    | Période    | Identité          | Étiquette | Qualité |
| ---------- | ---------- | ----------------- | --------- | ------- |
| 1973       | 2001       | Pierre Pessemesse |           |         |
| mars 2001  | avril 2014 | Jean-Alain Cayla  |           |         |
| avril 2014 | en cours   | Philippe Roux     |           |         |

### Fiscalité
| Taxe                                                | Part communale | Part départementale | Part régionale |
| --------------------------------------------------- | -------------- | ------------------- | -------------- |
| Taxe d'habitation (TH)                              | 3,50 %         | 7,55 %              | 0,00 %         |
| Taxe foncière sur les propriétés bâties (TFPB)      | 3,50 %         | 10,20 %             | 2,36 %         |
| Taxe foncière sur les propriétés non bâties (TFPNB) | 20,00 %        | 28,96 %             | 8,85 %         |
| Taxe professionnelle (TP)                           | 4,50 %         | 13,00 %             | 3,84 %         |

La part régionale de la taxe d'habitation n'est pas applicable.

## Population et société

### Démographie
L'évolution du nombre d'habitants est connue à travers les recensements de la population effectués dans la commune depuis 1793. Pour les communes de moins de 10 000 habitants, une enquête de recensement portant sur toute la population est réalisée tous les cinq ans, les populations de référence des années intermédiaires étant quant à elles estimées par interpolation ou extrapolation. Pour la commune, le premier recensement exhaustif entrant dans le cadre du nouveau dispositif a été réalisé en 2005.

En 2022, la commune comptait 103 habitants, en évolution de +47,14 % par rapport à 2016 (Vaucluse : +1,73 %, France hors Mayotte : +2,11 %).
| 1793 | 1800 | 1806 | 1821 | 1831 | 1836 | 1841 | 1846 | 1851 |
| ---- | ---- | ---- | ---- | ---- | ---- | ---- | ---- | ---- |
| 217  | 196  | 196  | 262  | 236  | 244  | 221  | 212  | 226  |

| 1856 | 1861 | 1866 | 1872 | 1876 | 1881 | 1886 | 1891 | 1896 |
| ---- | ---- | ---- | ---- | ---- | ---- | ---- | ---- | ---- |
| 201  | 202  | 183  | 168  | 187  | 157  | 161  | 156  | 158  |

| 1901 | 1906 | 1911 | 1921 | 1926 | 1931 | 1936 | 1946 | 1954 |
| ---- | ---- | ---- | ---- | ---- | ---- | ---- | ---- | ---- |
| 155  | 132  | 100  | 87   | 68   | 75   | 73   | 67   | 61   |

| 1962 | 1968 | 1975 | 1982 | 1990 | 1999 | 2005 | 2006 | 2010 |
| ---- | ---- | ---- | ---- | ---- | ---- | ---- | ---- | ---- |
| 44   | 44   | 72   | 103  | 118  | 112  | 125  | 122  | 116  |

| 2015 | 2020 | 2022 | - | - | - | - | - | - |
| ---- | ---- | ---- | - | - | - | - | - | - |
| 73   | 96   | 103  | - | - | - | - | - | - |

Buoux est une commune rurale dont la population est stabilisée après un déclin démographique lié à l'exode rural au XIXe siècle et dans les deux premiers tiers du XXe siècle.

### Enseignement
La commune ne possède ni école maternelle ni école primaire publique. Les écoles les plus proches sont Les Sources à Gargas (7 km) ou la maternelle des Aires à Lauris(10 km). Pour les primaires publiques ils peuvent choisir les mêmes communes que pour les maternelles : Les Ocres, à Gargas (7 km ou la primaire des Aires à Lauris(10 km) et aussi : Jean-Milon, à Saignon (5 km), l'école primaire de Lacoste (6 km) ou Philippe-de-Girard, à Lourmarin (7 km).
Les élèves sont ensuite affectés au collège et au lycée Charles-de-Gaulle d'Apt.

## Économie

### Emploi
En 2013, le nombre total d'emplois au lieu de travail était de 58. Entre 2008 et 2013, la variation de l'emploi total (taux annuel moyen) a été de + 9 %. En 2013, le taux d'activité de la population âgée de 15 à 64 ans s'élevait à 79,5 % contre un taux de chômage de 5,8 %.

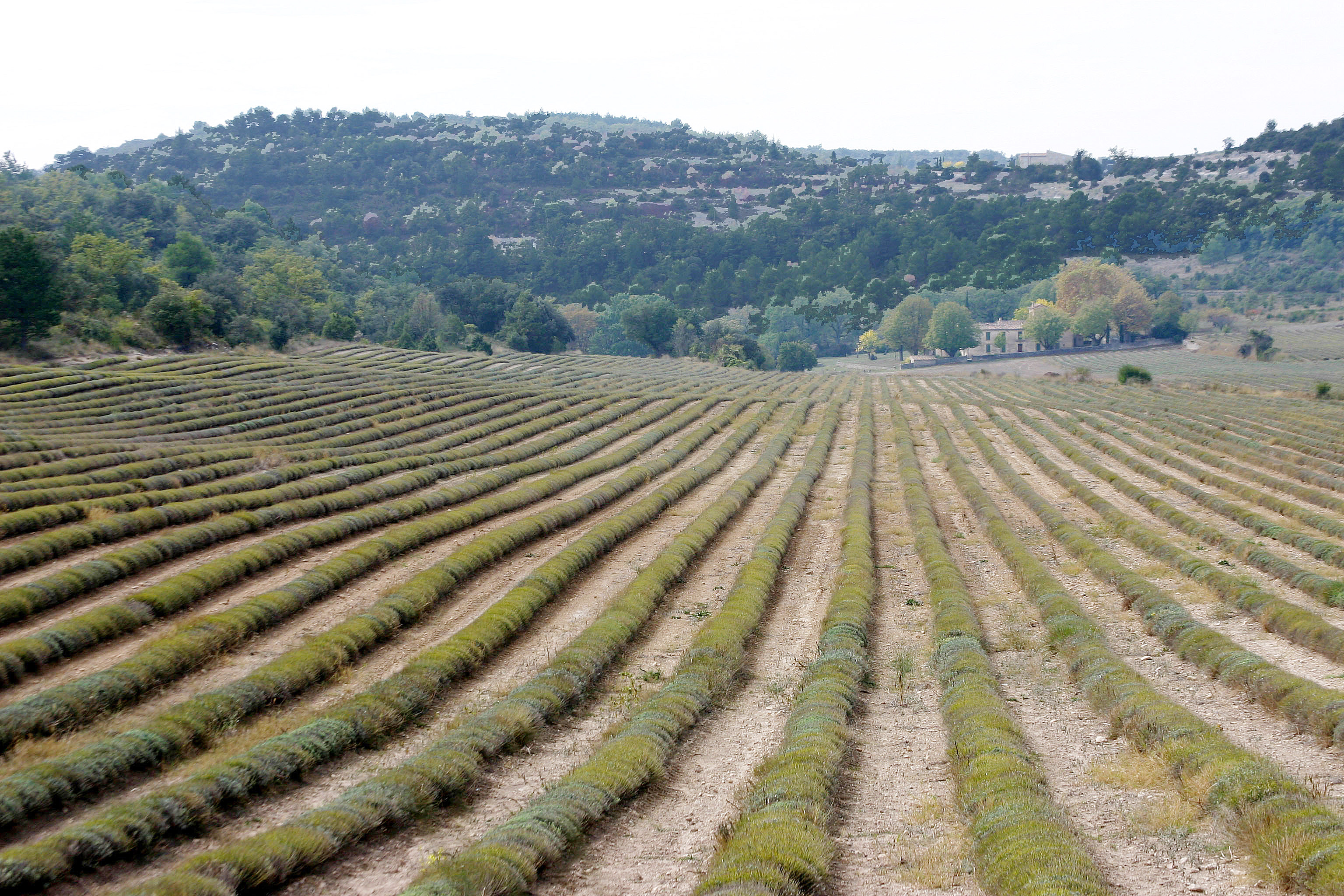
Champ de lavande à Buoux.

### Entreprises et commerces
En 2015, le nombre d’établissements actifs était de vingt-trois dont cinq dans l’agriculture-sylviculture-pêche, deux dans l'industrie, un dans la construction, douze dans le commerce-transports-services divers et trois étaient relatifs au secteur administratif.
Une carrière d'extraction de pierre calcaire (Roche d'Espeil) non gélive et très prisée dans la région produit des blocs bruts, pierre à bâtir, dallages et pavages.

### Agriculture et élevage
Les activités traditionnelles agricoles sont la lavandiculture, l'apiculture, la trufficulture et la production de fourrage, ainsi que l'élevage et la fabrication de fromage de chèvre : celui-ci peut encore être acheté directement à la ferme productrice.

### Tourisme
Comme l'ensemble des communes du Luberon, le tourisme joue un rôle, directement ou indirectement, dans l'économie locale.

## Site naturel

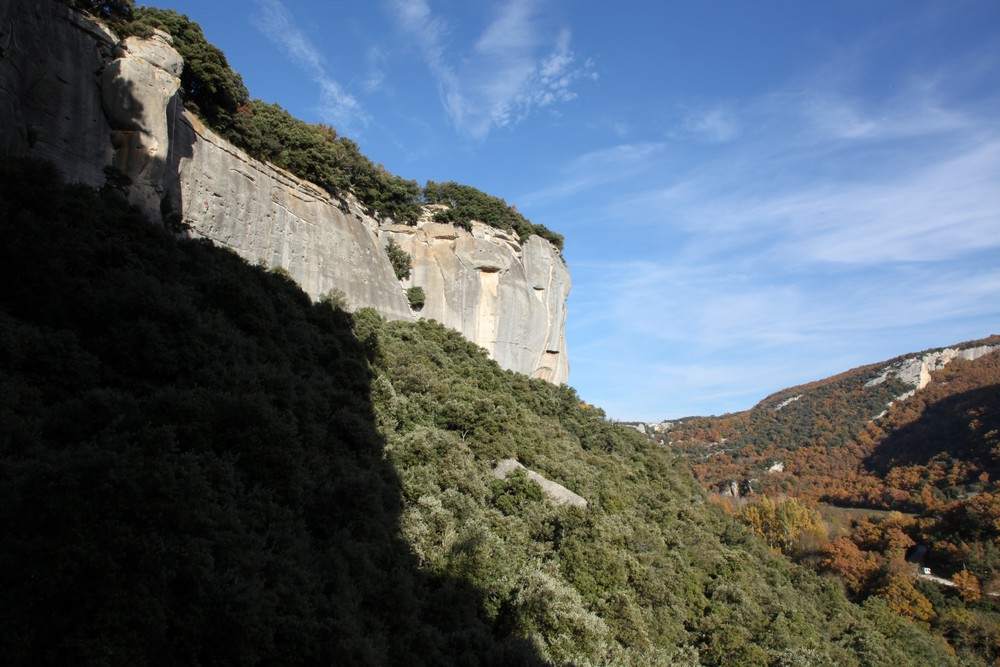
La falaise de Buoux.

Falaise de molasse, l'un des sites d'escalade les plus réputés de France
Les «Boules de Buoux» sont une curiosité géologique : des sphères minérales carbonatées, de plusieurs dizaines de centimètres de diamètre, appelées improprement «œufs de dinosaures», émergent de la gangue sédimentaire de molasse burdigalienne sur le sentier de randonnée de la boucle des Esconfines, entre le château et l'Église Sainte-Marie.

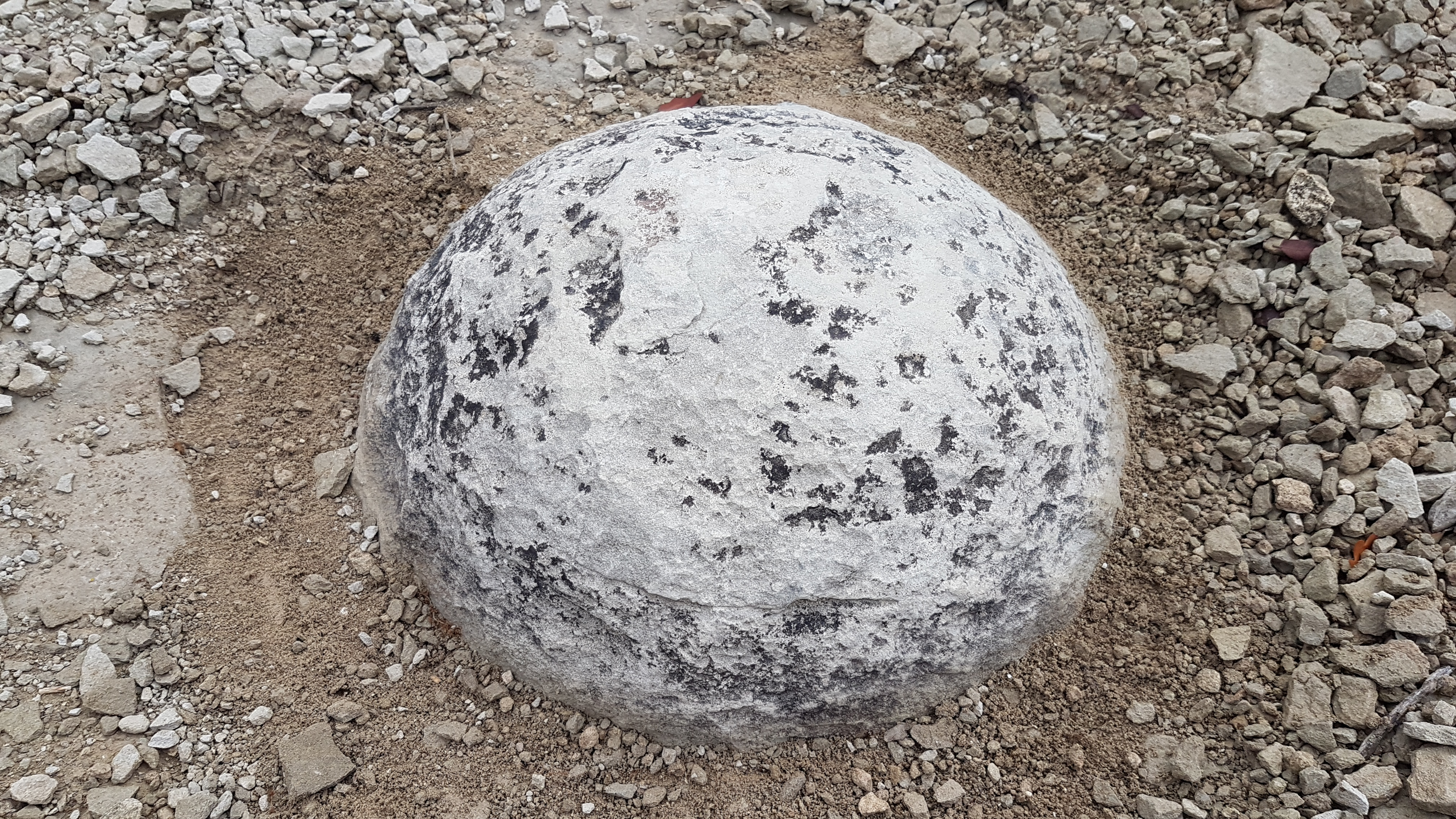
Boule de Buoux
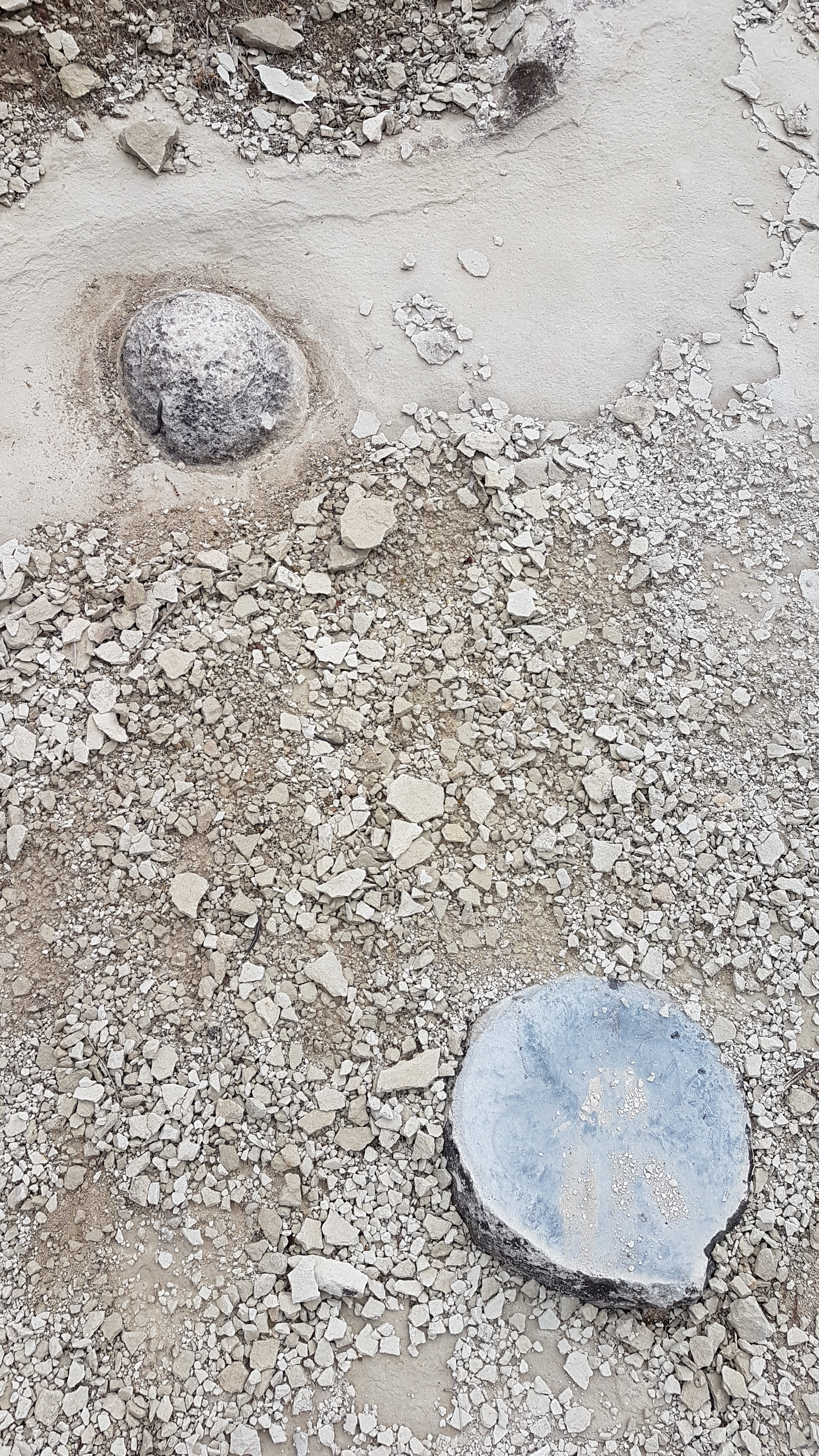
Boules de Buoux

## Lieux et monuments

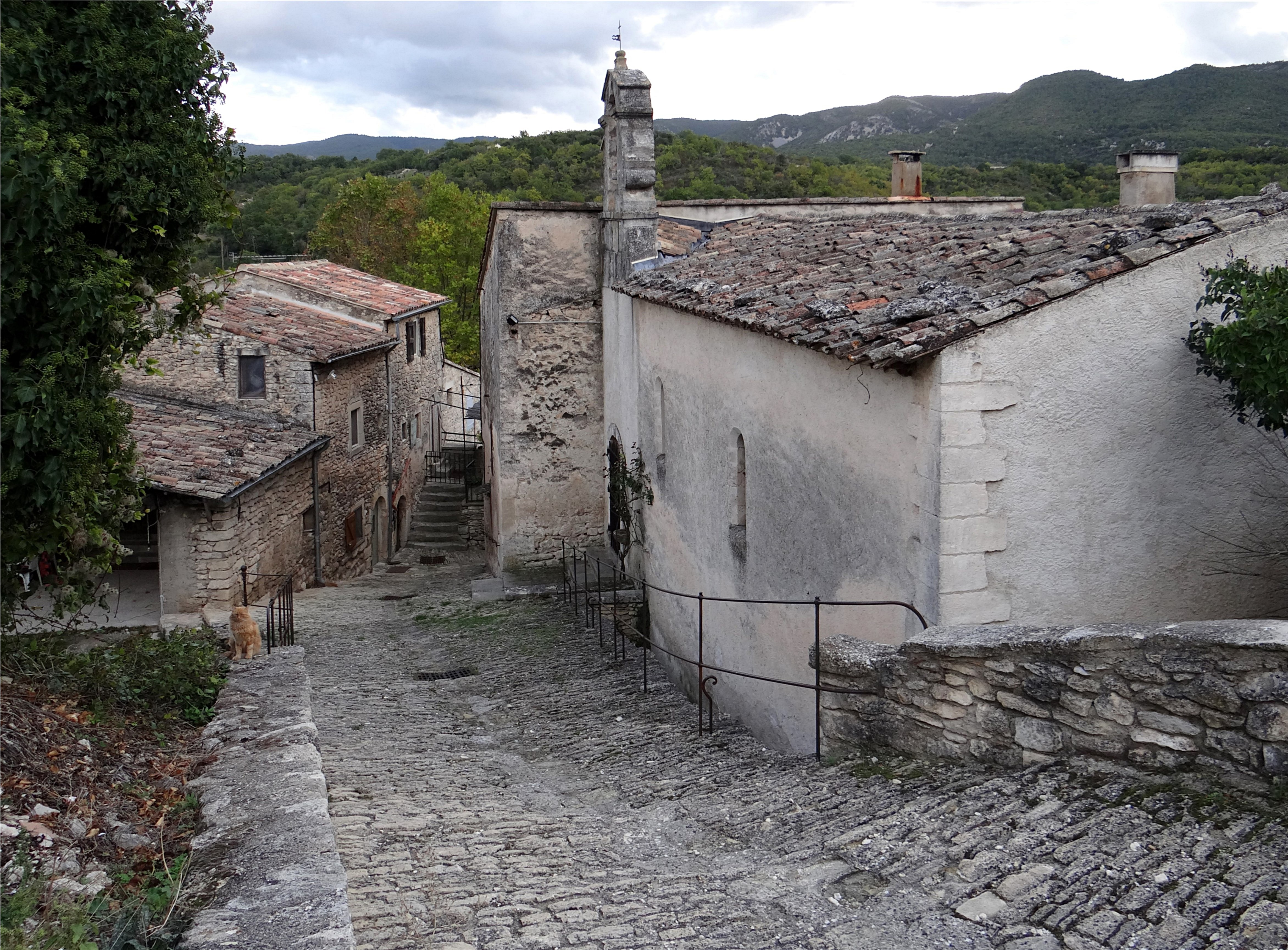
L'église paroissiale.

- Prieuré Saint-Symphorien de Buoux (style roman, XIIe siècle) (privé),
- Église Sainte-Marie (style roman, XIIIe siècle), entourée du cimetière communal,
- Château de Buoux (dit des Seigneurs de Buoux) (pas de visites, site réservé à l'accueil scolaire),

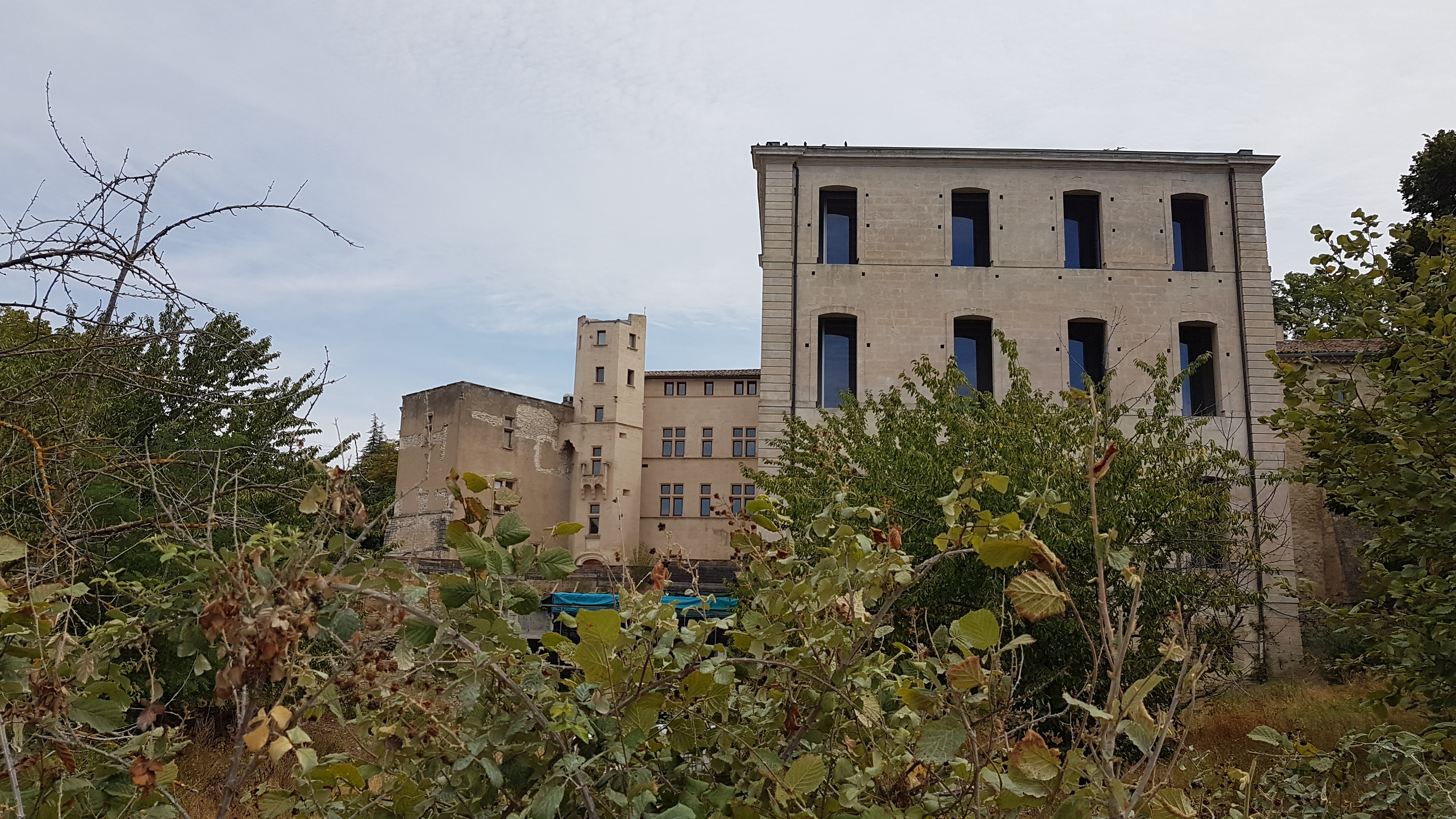
Château de Buoux vue ailes

- Vallon de l'Aiguebrun et chemin des Salyens
- Fort de Buoux : ancien fort de défense médiéval, détruit sous Louis XIV et dont les restes datés remontent au XIe siècle. À partir de 1420 l'histoire du fort, celles du village et de la famille Buoux-Pontèves se confondent.
- L'église paroissiale de la Purification-de-la-Vierge-Marie de Buoux, au centre du village.

Aménagements rupestres du fort de Buoux.
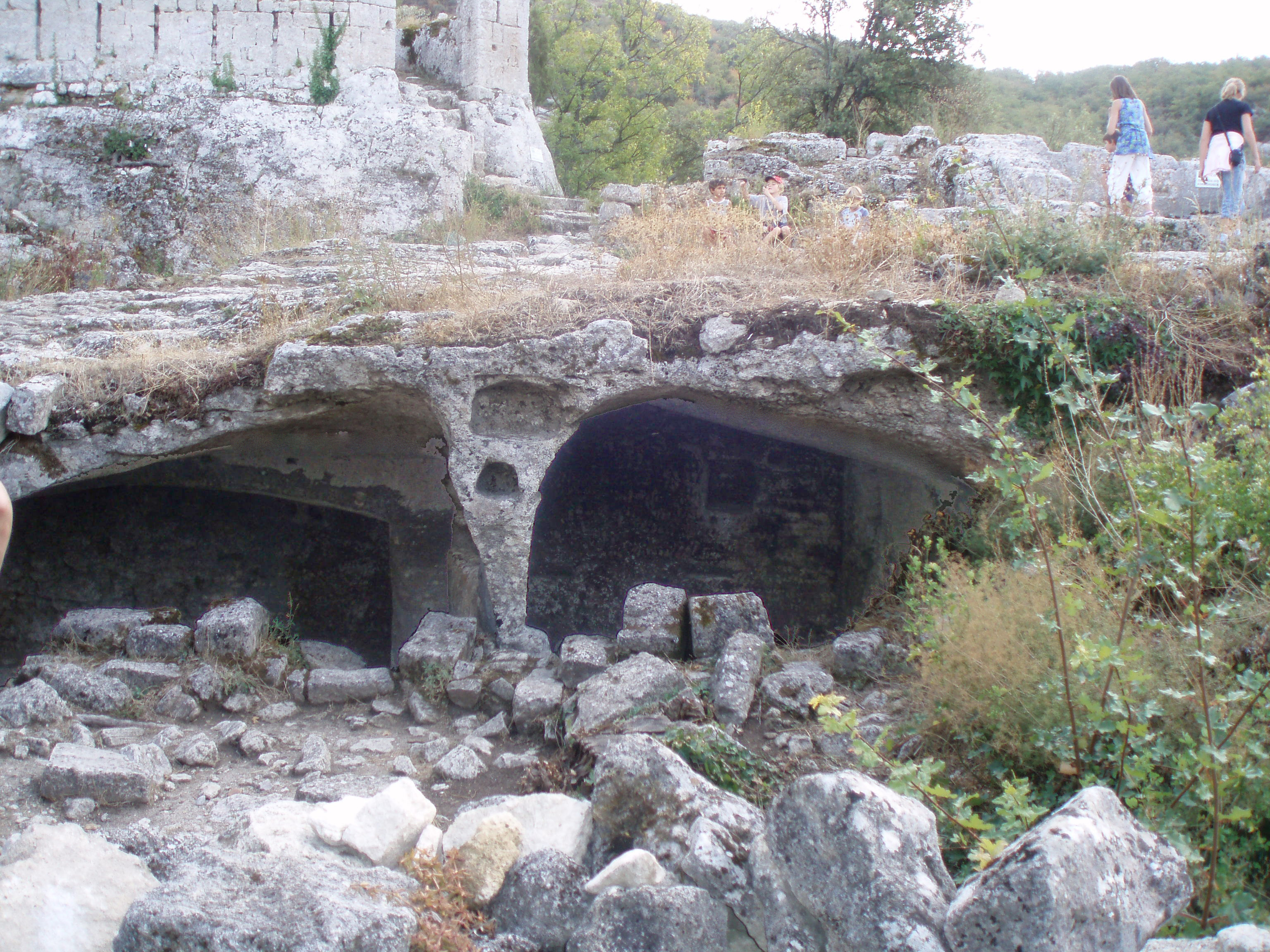
Caves et greniers souterrains.
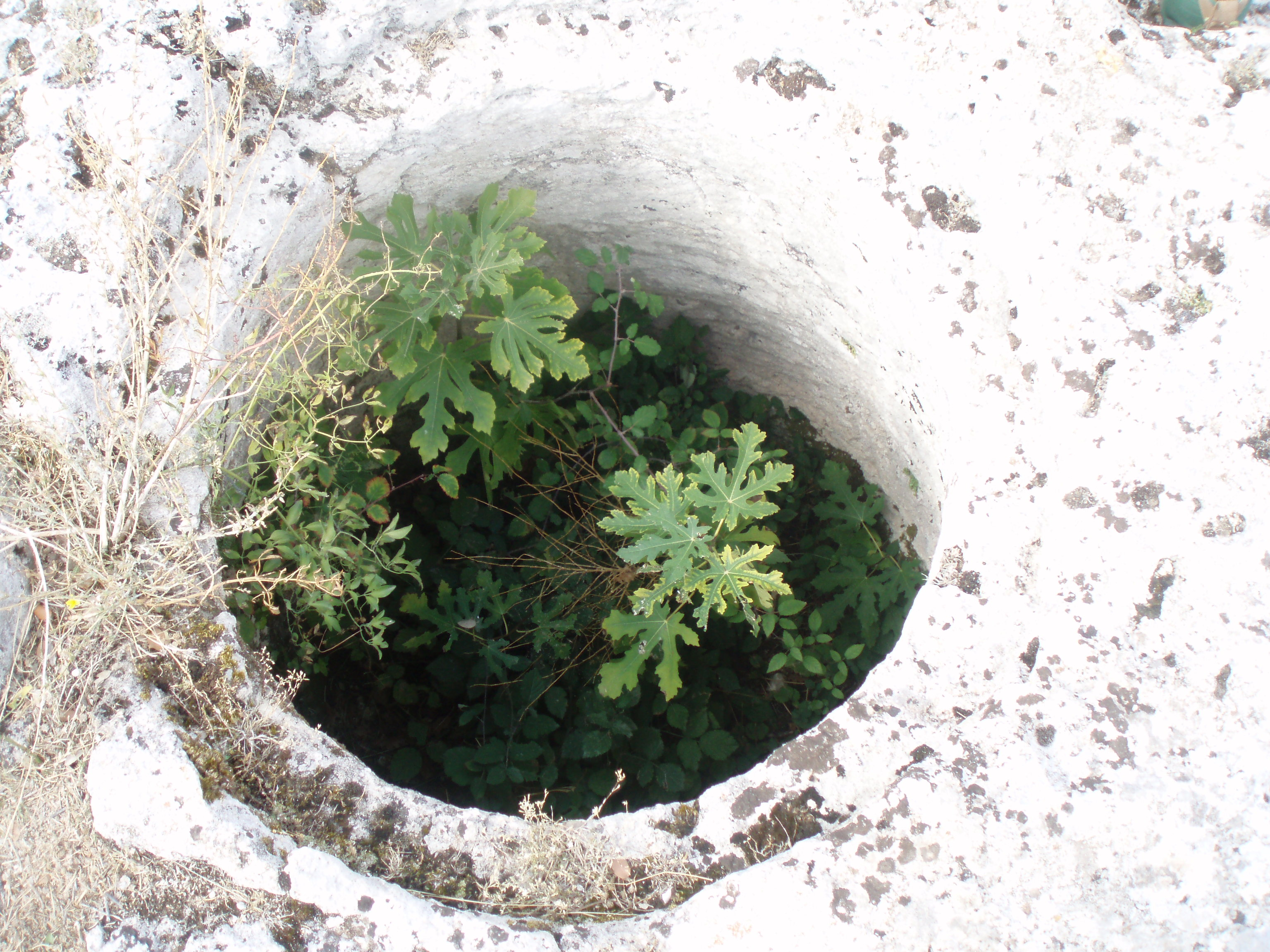
Cuve rupestre.
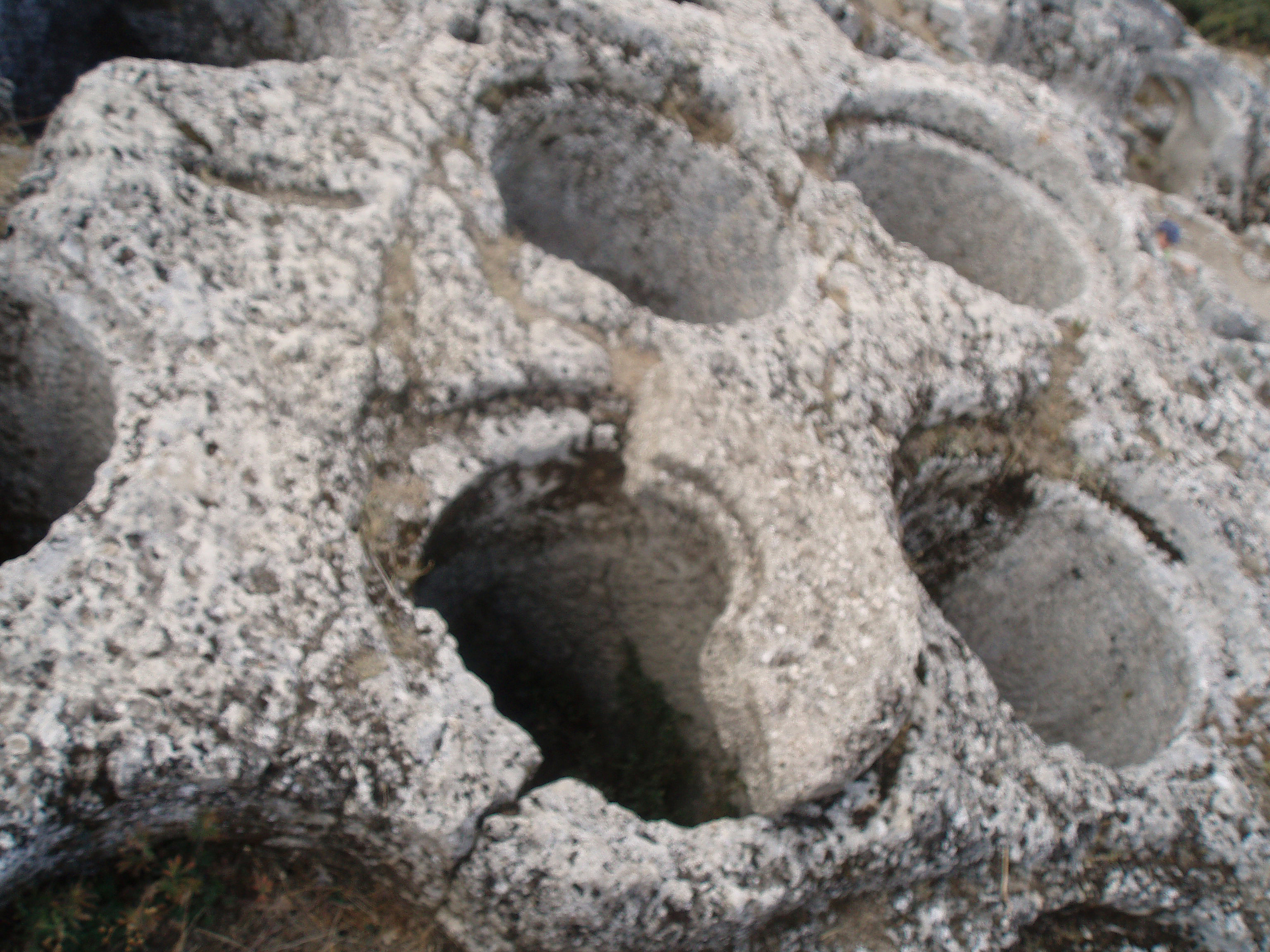
Batterie de silos.

### Programme archéologique sur le fort de Buoux (2007-2017)
Le fort de Buoux (Vaucluse) fait l'objet d'un programme d'étude et de consolidation engagé par la commune  financé par ses soins et les subventions de l'État et du conseil général du Vaucluse (CG84). La direction de l'étude a été confiée au laboratoire d'archéologie médiévale et moderne en Méditerranéenne (LA3M) affilié au CNRS et rattaché à l'université d'Aix-Marseille. Cette phase est préalable à la restauration et la mise en valeur du site.
Entamé en avril 2007, le programme a été inauguré par un travail sur l'église médiévale qui s'est développé sur deux campagnes jusqu'en 2008. Ruiné depuis le XVIIIe siècle, l'édifice était en partie enfoui sous les décombres provenant des élévations et de la voûte. Le chœur avait  été dégagé dans les années 1970 par des équipes de bénévoles. Le complément réalisé en 2007/8 a permis de déblayer totalement la nef et de mettre en évidence une architecture complexe présentant plusieurs étapes de construction, ainsi que des annexes ajoutées au cours du Moyen Âge.

Éléments de défense du fort de Buoux.
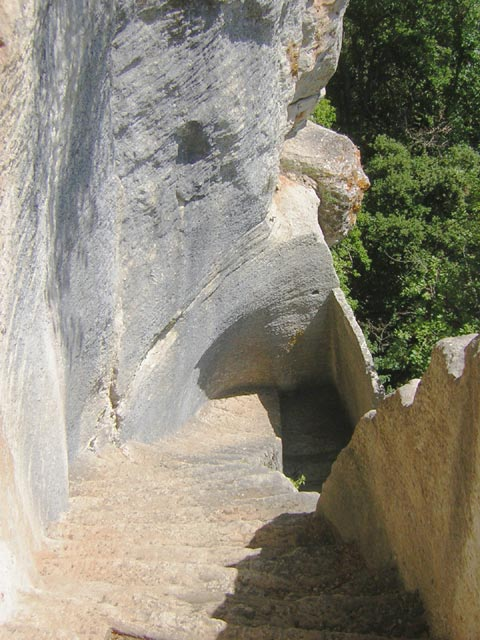
Escalier secret, vu d'en-haut.
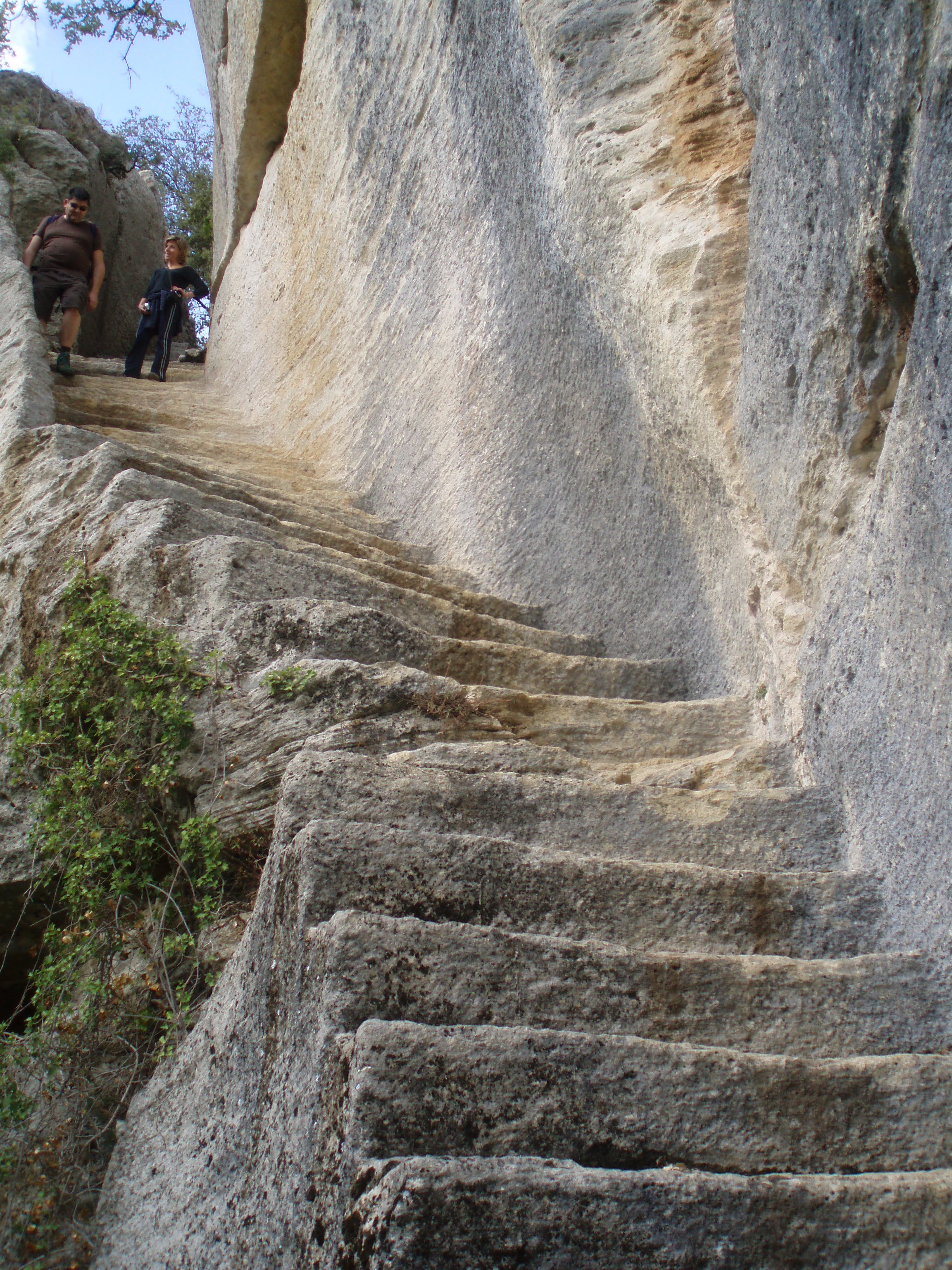
Escalier secret, vu d'en-bas.
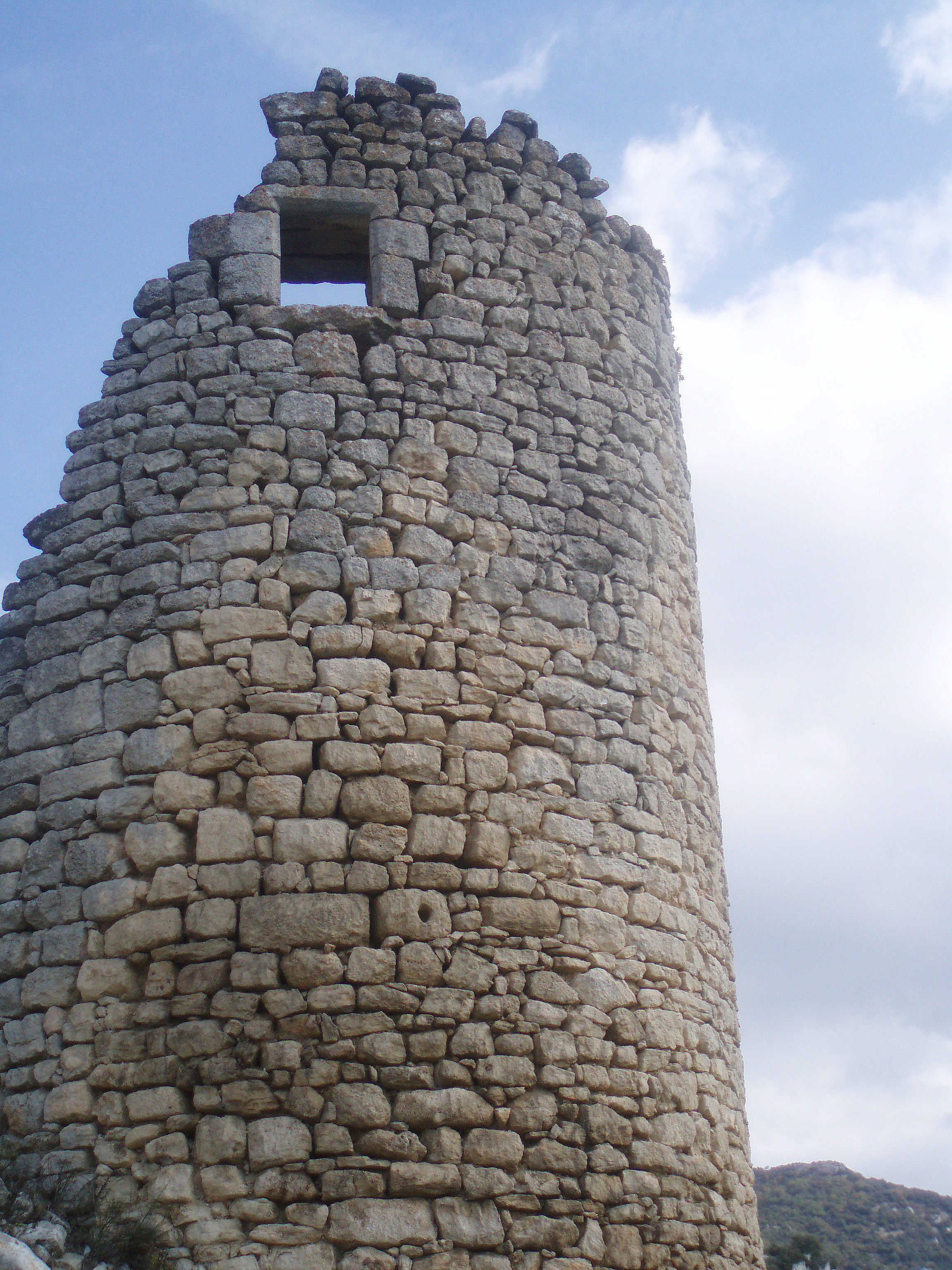
Tour de guet.
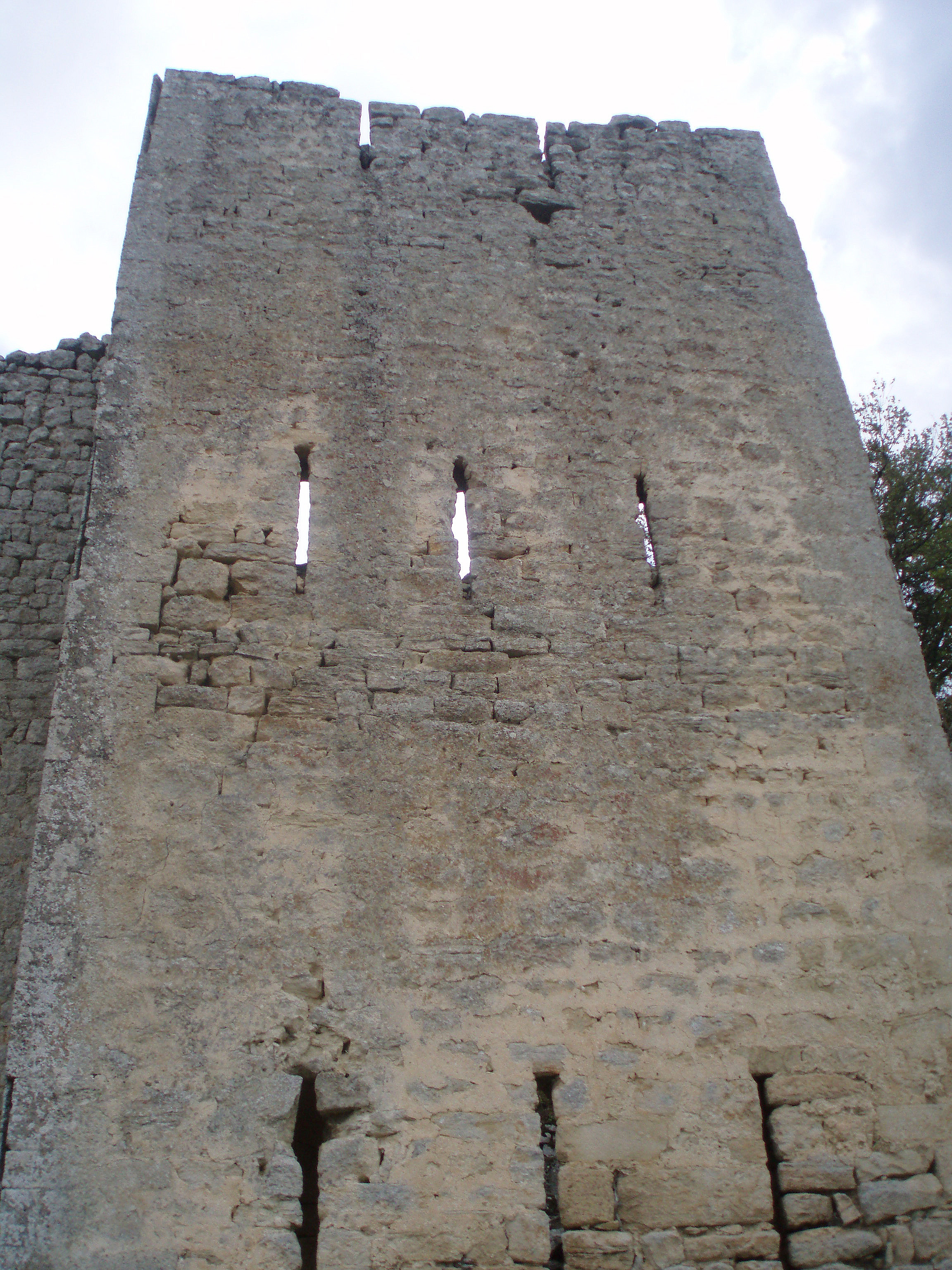
Archères du fort.

#### Bilan des études 2007/2008
Si un pan de mur, vers le nord, suggère une phase ancienne dont la datation reste à préciser (Antiquité tardive ou haut Moyen Âge), l'essentiel est à dater des époques romane et gothique. L'édifice roman orienté, construit en moellons assisés, était probablement couvert d'une charpente et possédait une nef unique ainsi que des portes latérales ouvrant l'une au sud et la seconde au nord. Le chœur conserve un dallage remanié dont l'attribution au Moyen Âge roman reste à confirmer. Au niveau de la travée de chœur, deux pilastres appareillés et adossés aux murs gouttereaux indiquent l'existence probable d'un mur peigne surmontant la toiture.

Ruines de la chapelle castrale médiévale du fort de Buoux
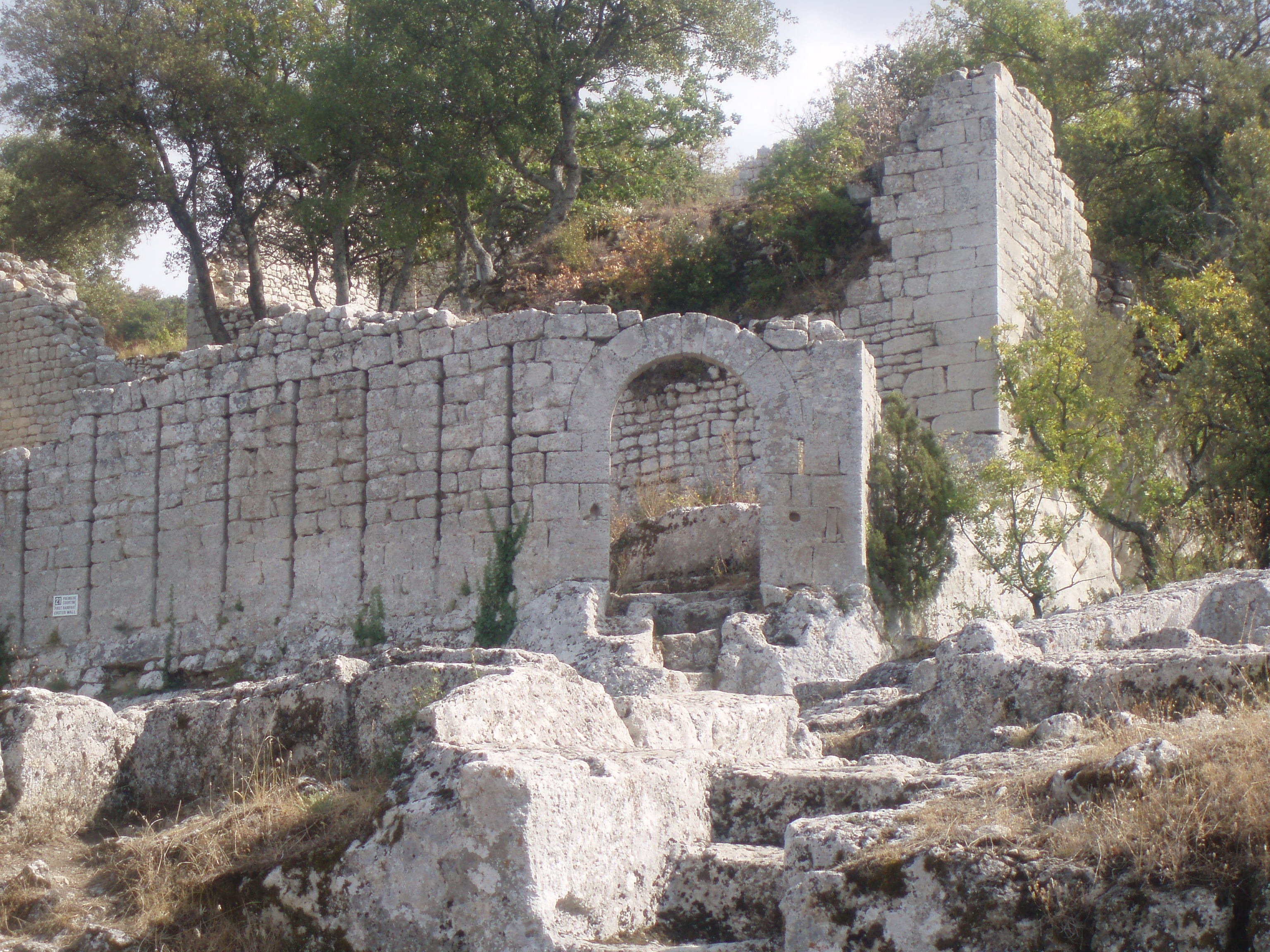
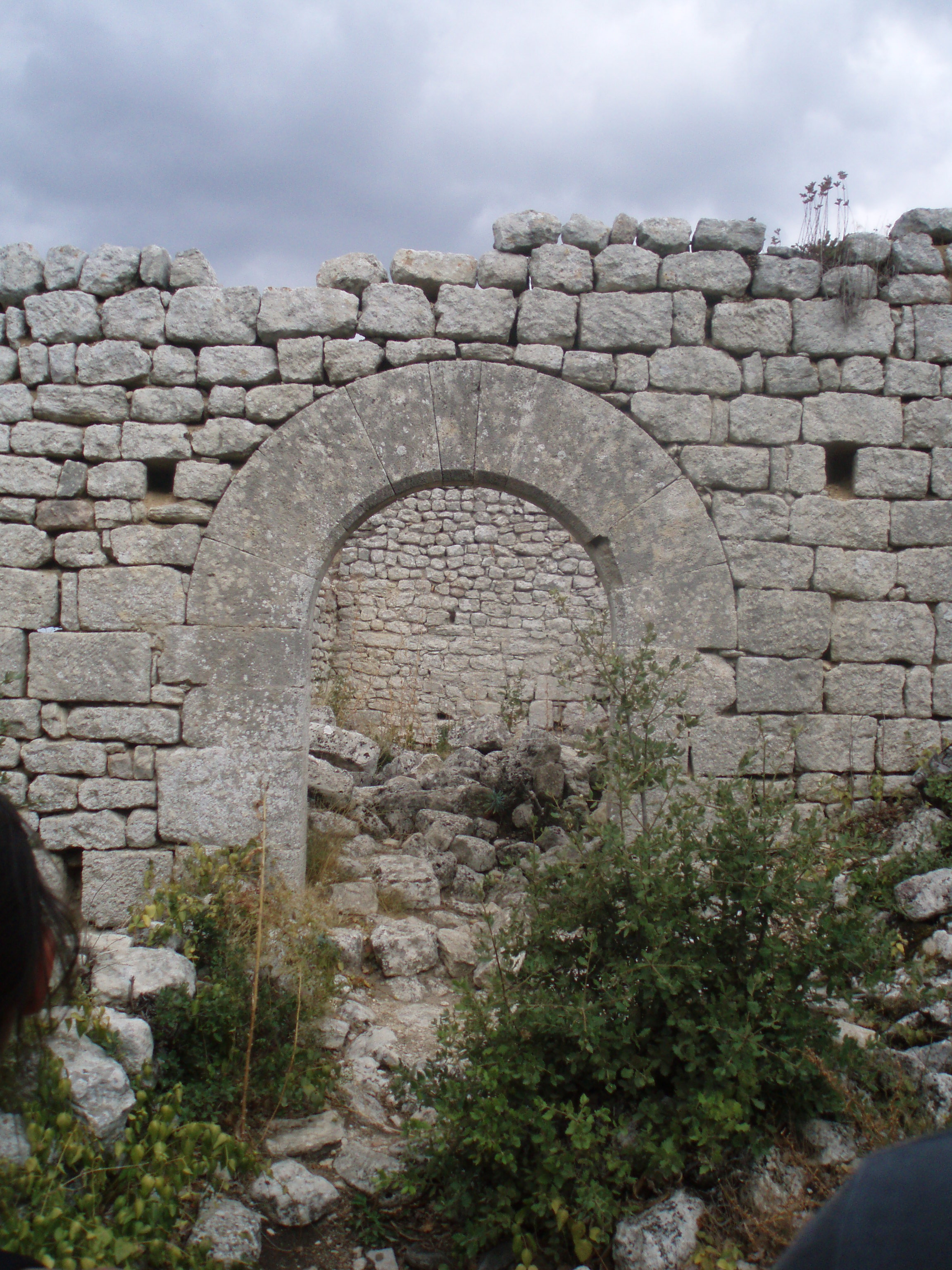
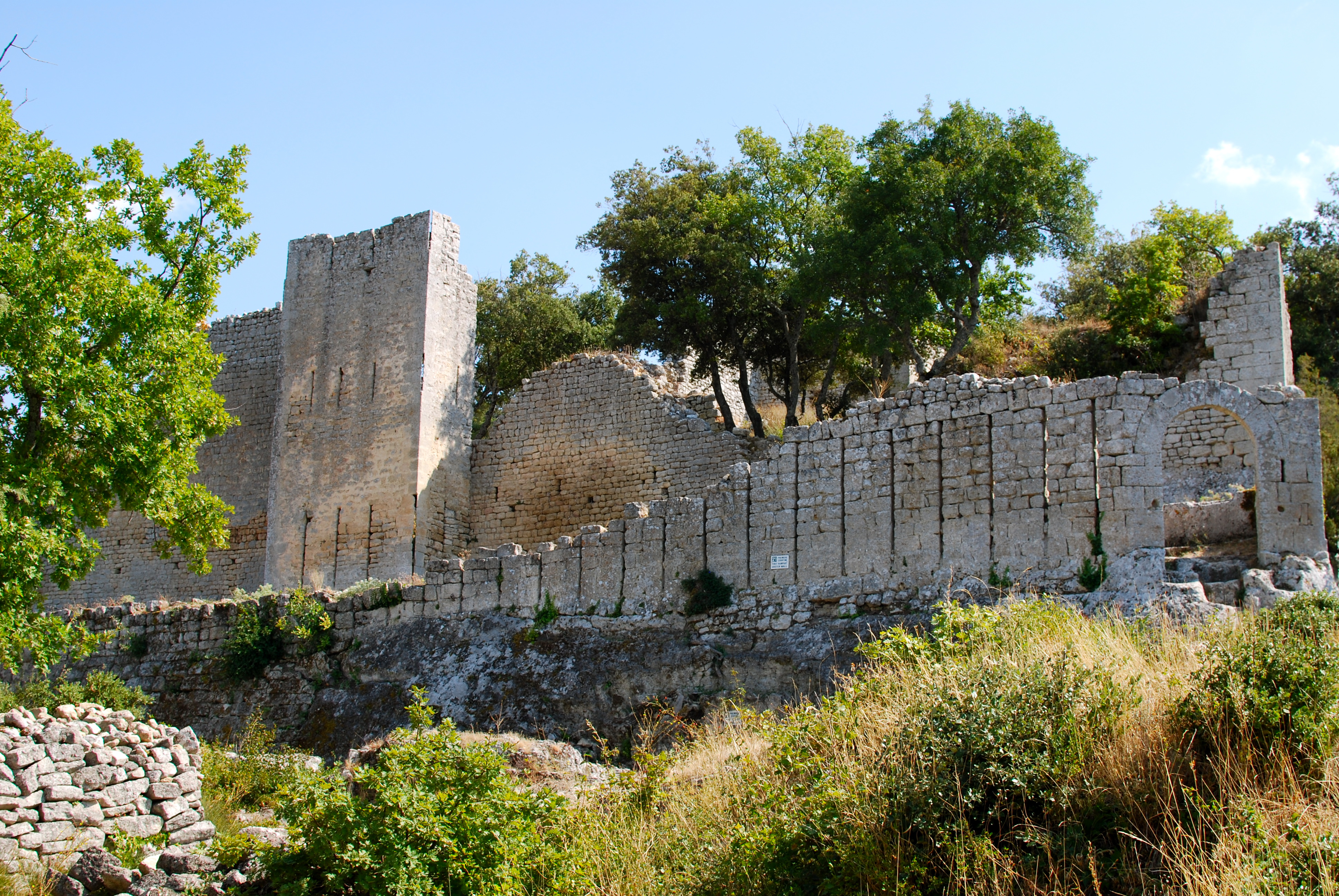
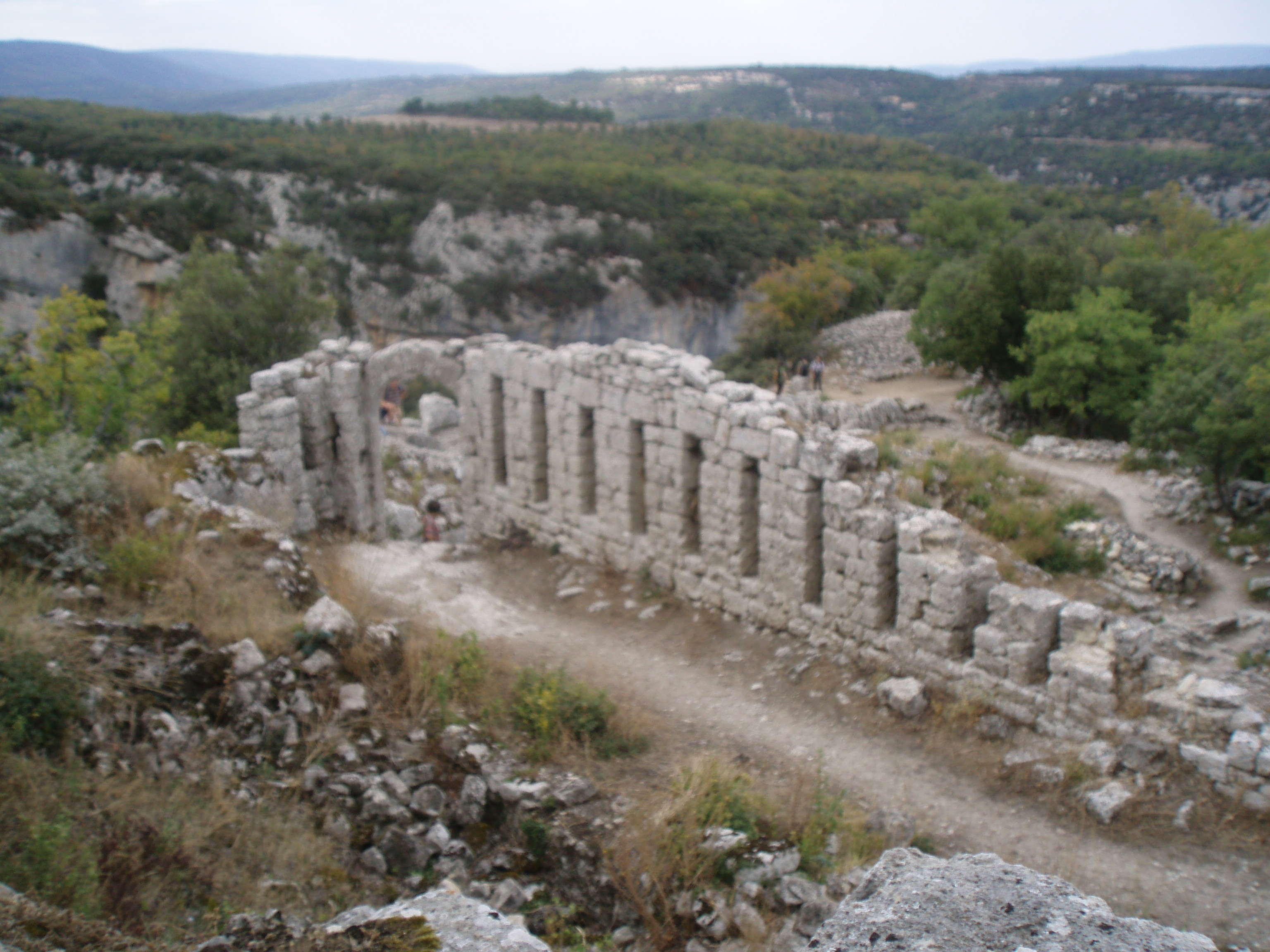

Un remaniement consista à créer un porche dans le mur sud et à proximité du chœur. Cet accès offrait une communication avec une chapelle latérale qui fut créée dans un second temps. Il s'ensuivit l'édification, dans le prolongement de la chapelle latérale, d'une salle voûtée dont la fonction reste énigmatique (salle de conseil, salle priorale...). Ces réalisations sont antérieures à la transformation de l'église qui interviendra au XIIIe siècle.
Cette étape à l'époque gothique indique le remplacement de la charpente (à la suite d'un incendie ?) par une voûte appareillée. Le renforcement nécessaire des murs romans frêles entraina la construction de plusieurs contreforts extérieurs visibles au nord. Au sud, à ces dispositifs a pu être préféré le principe d'une longue salle voûtée jouant un rôle de contrebutement similaire. À l'intérieur, des chemisages en pierre de taille contenant des arcatures aveugles au profil brisé renforcent les murs romans ainsi pris en étau. Au sommet des chemisages, une corniche marquait le départ de la voûte dont de nombreux claveaux ont été retrouvés dans les comblements. Les arcs doubleaux divisaient la nef en trois travées. La création d'une porte, ouverte vers l'ouest et décalée dans la façade, pourrait être attribuée à cette phase datée du XIIIe siècle. À l'extérieur, un bâtiment voûté sera adossé à l'église vers l'ouest : il est décalé afin de laisser libre le passage conduisant à la porte occidentale.
C'est au cours de l'époque moderne (XVIIe siècle ?) que la nef fut séparée en deux espaces consécutivement à la construction d'un mur transversal dont la fonction reste sujette à discussion. Toutefois, les détails relevés (banquette adossée à l'intérieur de la travée de chœur et emplacement de stalles présumées) incitent à ne pas négliger le mur transversal entraînant sa conservation. Outre un rôle de consolidation hypothétique, exigé par un état menaçant probable, ou une réduction de l'espace rendue nécessaire par la population peu nombreuse à une date tardive, une autre proposition a été apportée par E. Sauze qui y verrait le témoignage d'une activité conduite par une confrérie, dans le but de maintenir en état un édifice en cours d'abandon à la suite du déplacement de la population au cours de l'époque moderne.

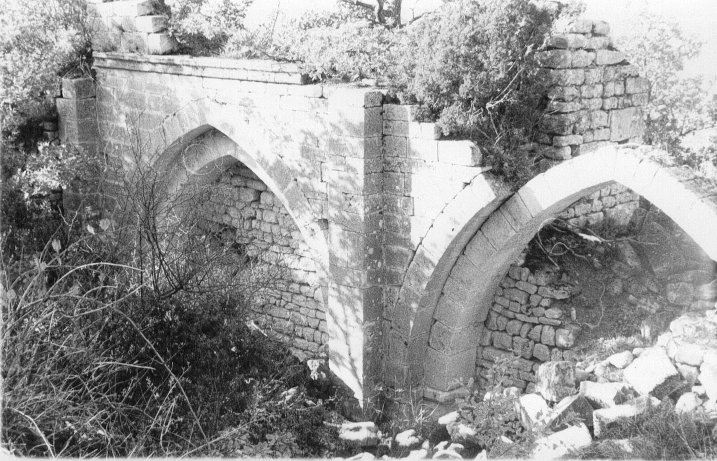
L'église du fort de Buoux.

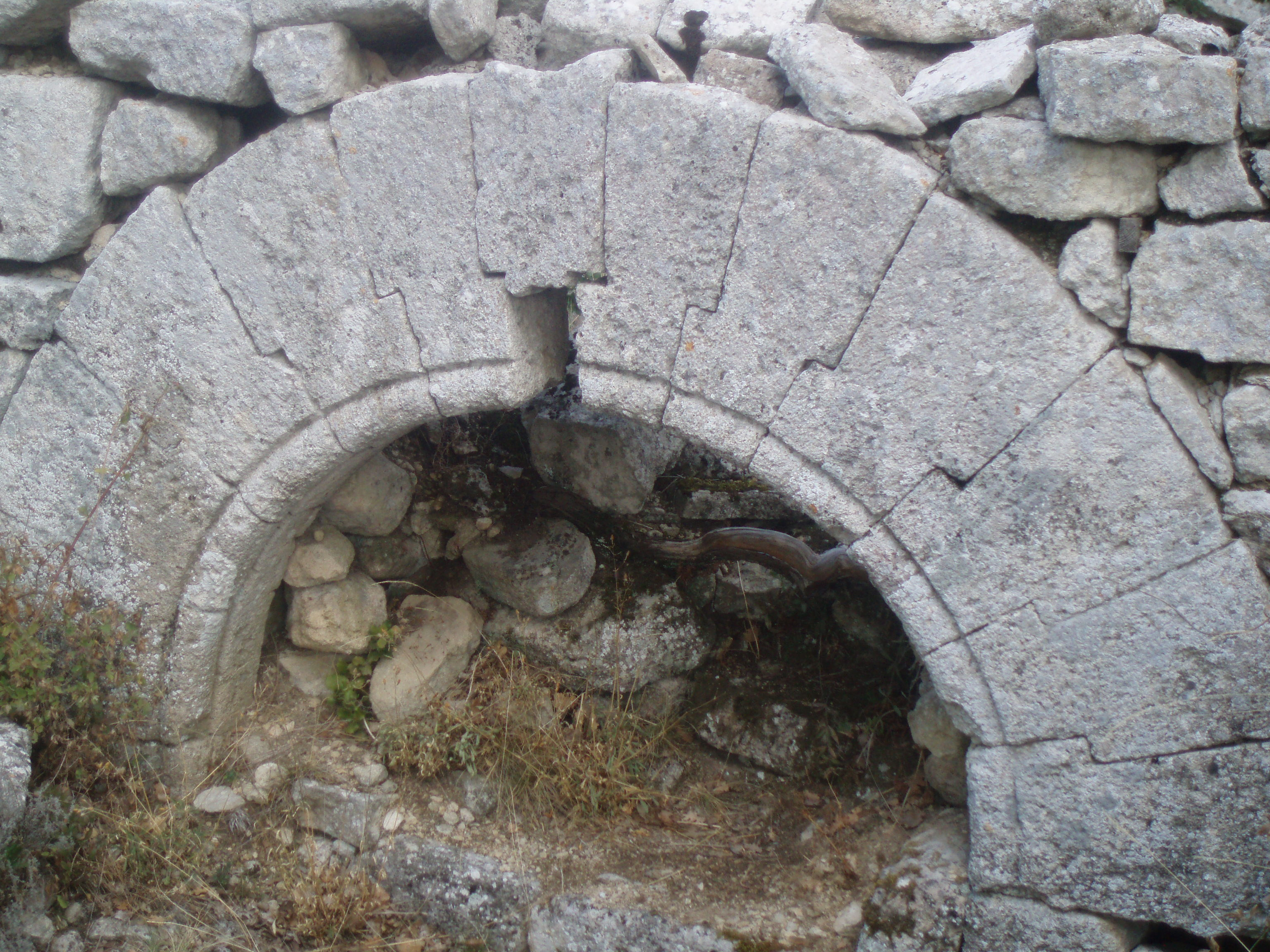
Arc à plein cintre du fort.

À l'issue des études, le programme de consolidation a consisté à reprendre les arases de maçonnerie et stabiliser une arcature aveugle menaçante située dans l'une des travées méridionales. En accord avec les MH, la porte d'époque gothique a été partiellement reconstituée après la découverte dans les décombres d'éléments lui ayant appartenu (claveaux et éléments du larmier mouluré. Par ailleurs, des éléments de corniche, retrouvés sur place et marquant le départ de la voûte ont pu être replacés en se référant à des clichés récents des années 1950.

#### Bilan des études 2009/2012
Cette période a été mise à profit pour compléter tout d'abord le relevé tachéométrique du site en intégrant les défenses méridionales, ainsi que l'aire de l'entrée.
Différents ont fait l'objet d'études ponctuelles exigées par la nécessité de réaliser des confortements urgents. Ainsi, la porte contenue dans le second rempart transversal a-t-elle été étudiée et relevée en détail. Dans le même secteur, c'est un corps de garde qui a été étudié, ainsi que le mur de rempart menacé par une brèche importante déjà visible sur des photos anciennes datées de la fin du XIXe siècle. D'importants travaux de nettoyage ont été réalisés dans le secteur des silos et dans la zone des habitats rupestres tout proches et qui étaient enfouis sous la terre végétale et envahis par la végétation. Ce travail a permis de mettre en évidence un ensemble rupestre remarquable qui désigne un habitat groupé de datation incertaine. Les modules imbriqués n'offrent aucun espace extérieur et fournissent de nombreux aménagements creusés dans le calcaire (silos, cuves, niches...). On remarquera l'importance de l'eau en relevant les rigoles de circulation reliées pour certaines à des réserves contenues dans les pièces de vie.
En 2012, le programme s'est concentré sur l'aire de l'entrée du fort qui révèle des interventions tardives liées à la période des conflits religieux du XVIe siècle. Notons que les travaux de dégagements et nettoyage ont fait l'objet d'une belle collaboration avec les Légionnaires du 2e régiment Étranger de Génie basé à Saint-Christol d'Albion. Ceci dans le cadre d'un partenariat dont l'un des objectifs fut de former les militaires à la technique de la pierre sèche ?
À cette période du XVIe siècle (et jusqu'au milieu du XVIIe siècle si l'on se réfère aux textes et à l'archéologie), le fort connut de profonds changements réalisés après une phase d'abandon (après le XIVe siècle). Ne contenant plus de population à cette date l'ancien village déserté est réactivé et c'est une garnison qui occupera la place forte qui officialisera la désignation de fort. Totalement reconstruite à des fins de défense, l'aire de l'entrée conserve plusieurs corps de garde ainsi que des pans de rempart. L'ensemble, construit sommairement témoigne de l'urgence à rendre le site opérationnel. Les sondages réalisés confirment cette phase de réactivation importante dont les traces se retrouvent ailleurs sur le site, notamment à l'intérieur de l'espace boisé central, peu engageant lors d'une visite, et qui conserve pourtant plusieurs murs de barrage et baraquements construits en remployant les matériaux trouvés sur place. Cette observation explique à elle seule l'absence de vestiges des maisons médiévales démantelées. Plus haut, les constructions intégrées aux remparts transversaux ont connu également des interventions que l'on repère bien notamment à l'intérieur de la « maison forte » qui ne conserve que sa façade originelle médiévale et une partie du mur sud. À cet emplacement, une ancienne fontaine recueillant les ruissellements naturels fut intégrée aux défenses comme l'indiquent les murs construits à la hâte.
À ce stade des recherches, l'impact des réalisations d'époque tardive sur les éléments médiévaux constitue un axe majeur et il est prévu de s'attarder prochainement sur le premier rempart transversal qu'animent une quarantaine de hautes et fines archères, attribuées par certains spécialistes au XVIe ou XVIIe siècle ce qui remet profondément en question les interprétations actuelles.
Après une période d'inactivité (2013/2017) la décision a été prise par la commune de reprendre en liaison avec la DRAC le programme d'étude et de restauration. Il est prévu de se concentrer sur l'aire de l'entrée moderne, en redonnant corps à cet ensemble prestigieux daté de la période des guerres de religion. Le programme prévoit également des interventions à conduire en urgence sur certaines constructions menaçantes.

## Personnalités liées à la commune
- Abbé André Gay, curé de Buoux (à partir de 1859), auteur d'une Histoire, du château et du fort de Buoux sous le rapport religieux, archéologique et descriptif, publié chez Chez A. Masson à Forcalquier en 1866.
- Pierre Pessemesse, écrivain occitan et ancien maire.
- René Bruni, écrivain, historien régional et du Pays d'Apt, romancier[36].